# Recerques
Recerques [Búsquedas], subtitulada «història, economia, cultura», es una revista de investigación científica semestral de historia, publicada en catalán e inglés, y que fue fundada en 1970 por Ramon Garrabou, Ernest Lluch, Josep Termes, Joaquim Molas y Josep Fontana.
Publicada inicialmente durante la etapa franquista, confluyeron para su creación historiadores tradicionalmente marxistas, llamados «historiadors del PSUC» como Termes, Fontana o Garrabou, así como Lluch, socialdemócrata, y Molas. La ideología actuó como matriz metodológica, no como «escuela»; así, no se excluyeron las colaboraciones no marxianas y, como herramienta para la renovación de los historiadores de la época, se abrió a participaciones extranjeras. Dentro de la línea de reivindicar esta ideología abierta y crítica, historiográficamente se profundizó especialmente en diversos temas tales como la burguesía catalana y su proyección política, la crisis del Antiguo Régimen, la reconstrucción del estado liberal, el nacionalismo y los signos de identidad, el carlismo o las cuestiones hacendísticas y financieras. A partir de la liquidación institucional del franquismo y, sobre todo, a partir del Estatuto de Autonomía de Cataluña de 1979, se produjo a finales del siglo XX dentro de la editorial una renovación en la metodología, el cruce de conocimientos interdisciplinarios y nuevos focos de atención a las diversas corrientes que iban surgiendo, como el mundo islámico o el pensamiento y sociedad durante el periodo medieval, o temas de debate como la historia del movimiento obrero y campesino.
Así, en este proceso, desde finales del siglo XX y en el siglo XXI, la editorial hace un riguroso seguimiento y selección de la calidad y el rigor científico de los artículos presentados; la información no puede haber sido enviada a la vez a ninguna otra institución o revista y deben tratarse de trabajos inéditos. Los temas de investigación fundamentales son las ciencias sociales, humanidades e historia, desde ámbitos generales y pertenecientes a cualquier época.
Es una revista de la asociación interuniversitaria «Associació Recerques, Història, Economia, Cultura», y se edita tanto en formato electrónico (Universidad Pompeu Fabra), como en papel  por las Publicaciones de la Universidad de Valencia, que asimismo la distribuyen.